# 유럽의 세계기록유산
본 목록은 한글자모순으로 정렬되었습니다.

### 그리스
• 데르베니 파피루스, 유럽에서 가장 오래된 '책' (2015)
• 도도나 납 서판 (2023)

### 네덜란드
- 네덜란드 동인도회사 기록보관소 / Archives of the Dutch East India Company (남아프리카공화국, 인도, 스리랑카, 인도네시아, 네덜란드 각국의 기록 보관소 , 2003)
- 에츠하임 도서관: 리브라리아 몬테지노스 소장 자료 / Library Ets Haim (암스테르담, 2003)
- 안네 프랑크의 일기 / Diaries of Anne Frank (안네 프랑크의 집, 2009)
- 네덜란드 서인도회사 기록물 / Dutch West India Company (Westindische Compagnie) Archives (네덜란드, 브라질, 가나, 가이아나, 네덜란드령앤틸리스제도, 수리남, 영국, 미국 각국의 기록보관소 , 2011)
- 데스멋 컬렉션 / Desmet Collection (EYE 네덜란드 필름 연구소 , 2011)
- 라 갈리고 / La Galigo (라 갈리고 박물관 외 1곳 , 2011)
- 미델뷔르흐 무역회사(MCC)의 기록물 / Archive Middelburgsche Commercie Compagnie (MCC) (제일란트 기록원 , 2011)
- 공산당 선언 친필 초안, 카를 마르크스의 주석이 있는자본론 제1권 사본 / Manifest der Kommunistischen Partei, draft manuscript page and Das Kapital. Erster Band, Karl Marx's personal annotated copy (국제 사회역사 협회 , 2013)
- 바밧 디포느고로, 자와의 왕자이자 인도네시아의 국민 영웅이며 범이슬람주의자인 디포느고로(1785~1855) 왕자의 자전적 연대기(1785-1855). 범이슬람주의자이자 인도네시아의 국가적 영웅인 자바의 귀족 / Babad Diponegoro or Autobiographical Chronicle of Prince Diponegoro (1785-1855). A Javanese Nobleman, Indonesian National Hero and Pan-Islamist (인도네시아 국립도서관, KITLV 도서관 , 2013)
- 언어기록보관소의 세계 언어다양성 기록 가운데 선정된 자료 컬렉션 (2015)
- 위트레흐트 시편집 (2015)
- 암스테르담 공증인 기록물(1578-1915) (2017)
- 웨스터보크 임시수용소 영상 기록물 (2017)
- 알레타 H. 야콥스 기록물 (2017)
- 루트비히 비트겐슈타인의 철학 나흘라스 (2017)
- 디지털도시 (2023)
- 로테르담 에라스무스 컬렉션 (2023)
- 핫카야 아체 (2023)
- 1816년 - 1969년 네덜란드 카리브해 노예와 그 후손에 대한 기록유산 (2023)

### 노르웨이
- 베르겐 나병 기록물 / The Leprosy Archives of Bergen (베르겐 시립 및 주립 기록보존소 소장 , 2001)
- 헨리크 입센의 <인형의 집> / Henrick Ibsen : A Doll’s House (오슬로 노르웨이 국립도서관 소장 , 2001)
- '로얄 아문센의 남극탐험' 필름 컬렉션 / Roald Amundsen’s South Pole Expedition (1910-1912) (노르웨이 필름연구소, 노르웨이 국립도서관 소장) , 2005)
- 토르 헤위에르달 기록물 / The Thor Heyerdahl Archives (노르웨이 국립도서관 외 1곳 , 2011)
- 소푸스 트롬홀트 컬렉션 / Sophus Tromholt Collection (베르겐 대학교 도서관 , 2013)
- 1915년에 제정된 카스트버그 아동 법률 (2017)

### 덴마크
- 덴마크 해외무역회사 기록물 / Archives of the Danish Overseas Trading Companies (덴마크 국립기록보존소 , 1997)
- 린네 컬렉션 / The Linné Collection (덴마크 국립과학의료도서관 , 1997)
- 안데르센 원고 및 서신 / Manuscripts and Correspondence of Hans Christian Anderson (덴마크 왕립도서관 소장 , 1997)
- 키에르케고르 기록물 / The Søen Kierkegaard Archives (덴마크 왕립도서관 , 1997)
- 시글로 XXI 에디토레스 / El Primer Nueva Coronica y Buen Gobierno (덴마크 왕립도서관 , 2007)
- 외레순 해협 통행세 기록부 / Sound Toll Registers (덴마크 국가기록원 , 2007)
- 아르나마그내안 원고 컬렉션 / Arnamagnæan Manuscript Collection (아이슬란드 대학, 2009)
- 라틴어 성경 MS. GKS 4 2° 제1~3권(흔히 ‘함부르크 성경’ 또는 ‘베르톨두스 성경’이라고 불리는 성경) / MS. GKS 4 2°, vol. I-III, Biblia Latina. Commonly called “the Hamburg Bible”, or “the Bible of (코펜하겐 왕립도서관 , 2011)

### 독일
- 세계전통음악 녹음 납관 / Early Cylinder Recordings of the World’s Musical Traditions (베를린 녹음기록보존소 , 1999)
- 괴테 저작 유산 / The Literary Estate of Goethe (괴테-실러 기록보존소 , 2001)
- 구텐베르크 42행 성경 / 42-Line Gutenberg Bible, printed on vellum, and its contemporary documentary background (괴팅겐 대학 도서관 , 2001)
- 베토벤 교향곡 제9번 자필악보 / Ludwig van Beethoven - Symphony No 9, d-minor, op.125 (베를린 중앙시립 도서관 및 베토벤 생가 , 2001)
- 영화 메트로폴리스 / METROPOLIS -Sicherungsstück Nr. 1: Negative of the restored and reconstructed version 2001 (프리드리히 빌헬름 무르나우 재단 , 2001)
- 라이헤나우 수도원 채식(彩飾)사본 / Illuminated Manuscripts from the Ottonian Period Produced in the Monastery of Reichenau (독일 바바리아 주립도서관 , 2003)
- 그림 형제의 어린이와 가정을 위한 동화 / Kinder- und Hausmärchen (Children’s and Household Tales) (그림 형제 협회 , 2005)
- 발트제뮐러 세계전도 / Universalis Cosmographia Secundum Ptholomaei Traditionem et Americi Vespucii Aliorumque Lustrationes (미국 의회도서관 소장 , 2005)
- 코르비누스 도서관 특별자료실 / The Bibliotheca Corviniana Collection (국립 세체니 도서관 , 2005)
- 라이프니츠의 필사 원고 모음집 / Letters from and to Gottfried Wilhelm Leibniz within the collection of manuscript papers of Gottfried Wilhelm Leibniz (독일 고트프리트 빌헬름 라이프니츠 도서관 , 2007)
- 니벨룽겐의 노래 / Song of the Nibelungs, a heroic poem from mediaeval Europe (바덴 주립도서관 , 2009)
- 1886년의 벤츠 특허 / THE BENZ PATENT OF 1886 (다임러 AG, 2011)
- 베를린 장벽의 축조와 붕괴 그리고 1990년 「2+4 조약」 / Construction and Fall of the Berlin Wall and the Two-Plus-Four-Treaty of 1990 (독일 방송 기록 보관소 외 8곳 , 2011)
- “황금 황소” - 오스트리아 국립도서관 “벤체슬라우스 왕의 화려한 원고”의 7개 원본 / The “Golden Bull” – All seven originals and the “King Wenceslaus’ luxury manuscript copy” of the Österreichische Nationalbibliothek (오스트리아 국가기록원 , 2013)
- 공산당 선언의 원고 초안, 자본론 제1권과 칼 마르크스의 주해를 단 복사본 / Manifest der Kommunistischen Partei, draft manuscript page and Das Kapital. Erster Band, Karl Marx's personal annotated copy (국제 사회역사 협회 , 2013)
- 네브라 하늘원반 / Nebra Sky Disc (선사 할레 작센안할트 주립박물관 , 2013)
- 로르슈 약전 / Lorsch Pharmacopoeia (The Bamberg State Library, Msc.Med.1) (밤베르크 주립도서관, 2013)

### 라트비아
- 다이누 스카피스 ‘민요보관함’ / Dainu Skapis - Cabinet of Folksongs (라트비아 민속기록보존소 , 2001)
- 발틱 웨이 - 자유를 위한 삼 개국을 잇는 인간사슬 / The Baltic Way - Human Chain Linking Three States in Their Drive for Freedom (에스토니아, 라트비아, 리투아니아, 2009)

### 러시아
- 15세기 키릴문자 슬라브 출판물 / Slavonic Publications in the Cyrillic Script of the 15th Century (러시아 국립도서관 , 1997)
- 18세기 제정 러시아 지도 / Maps of the Russian Empire and Its Collection of the 18th Century (러시아 국립도서관 , 1997)
- 19세기 후반과 20세기 러시아 포스터 / Russian Posters of the End of the 19th and 20th Centuries (러시아 국립도서관 , 1997)
- 신문 컬렉션 / Newspaper Collection (러시아 국립도서관 , 1997)
- 천사장(天使長) 복음서 / Archangel Gospel of 1092 (러시아 국립도서관 , 1997)
- 히트로보 복음서 / Khitrovo Gospel (러시아 국립도서관 , 1997)
- 상트페테르부르크 녹음기록보존소 기록물 (1889-1955) / The Historical Collections (1889-1955) of St. Petersburg Phonogram Archives (러시아학술원 러시아문학연구소 , 2001)
- 수프라슬 성서수사본 - 3월의 성인축일표 / Codex Suprasliensis – Mineia četia, Mart (러시아 국립도서관 , 2007)
- 라치빌 문서와 니스비쉬 도서관 컬렉션 / Radzwills’ Archives and Niasvizh (Nieśwież) Library Collection (2009)
- 레프 톨스토이의 개인 서재 및 원고, 사진 및 영상 컬렉션 / Leo Tolstoy’s Personal Library and Manuscripts, Photo and Film Collection (러시아정부 , 2011)
- 오스트로미르 복음서(1056년∼1057년) / Ostromir Gospel (1056~1057) (러시아 국립도서관 , 2011)
- 로렌시아 연대기 1377 / The Laurentian Chronicle 1377 (러시아 국립도서관 , 2013)

### 룩셈부르크
- 인간 가족 사진전 / Family of Man (룩셈부르크 클레르보 성 뮤지엄 , 2003)

### 리투아니아
- 라치빌 문서와 니스비쉬 도서관 컬렉션 / Radzwills’ Archives and Niasvizh (Nieśwież) Library Collection (바르샤바, 민스크, 빌니우스, 키예브, 상트페테르부르크, 모스크바, 헬싱키, 2009)
- 발틱 웨이 - 자유를 위한 3개국을 잇는 인간사슬 / The Baltic Way - Human Chain Linking Three States in Their Drive for Freedom (에스토니아, 라트비아, 리투아니아, 2009)

### 벨기에
- 플란틴사 경영 문서 / Business Archives of the Officina Plantiniana (플란틴 모레투스 박물관 , 2001)
- Insolvente Boedeldskamer Antwerpen 공문서 / Archives Insolvente Boedelskamer Antwerpen (앤드워프 시립기록보관소 , 2009)
- 국제문헌 종합 목록 / Universal Bibliographic Repertory (문다네움 협회 , 2013)
- 루뱅대학교 기록물(1425-1979): 세계적 가치의 대학유산 / The Archives of the University of Leuven (1425-1797): University Heritage of Global Significance (벨기에 주립기록원, 루뱅 대학교 , 2013)

### 벨라루스
- 라치빌 문서와 니스비쉬 도서관 컬렉션 / Radzwills’ Archives and Niasvizh (Nieśwież) Library Collection (바르샤바, 민스크, 빌니우스, 키예브, 상트페테르부르크, 모스크바, 헬싱키, 2009)

### 불가리아
- 에니나 사도서(옛 불가리아어를 키릴 문자로 적은 11세기의 필사본(단편)) / Enina Apostolos (Old Bulgarian Cyrillic manuscript (fragment) of the 11th century) (불가리아 국립도서관 , 2011)

### 세르비아
- 니콜라 테슬라 기록물 / Nikola Tesla’s Archive (니콜라 테슬라 박물관 , 2003)
- 미로슬라브 복음서 - 1180년부터 전해오는 필사본으로 변경 / Miroslav Gospel - Manuscript from 1180 (세르비아 국립박물관 , 2005)

### 스웨덴
- 아스트리드 린드그렌 기록물 / Astrid Lindgren Archives (스웨덴 왕립도서관 , 2005)
- 에마누엘 스베덴보리 컬렉션 / Emanuel Swedenborg Collection (스웨덴 왕립학술원 , 2005)
- 알프레드 노벨가 기록물 / The Alfred Nobel Family Archives (노벨재단 , 2007)
- 잉그마르 베르히만 기록물 / Ingmar Bergman Archives (잉그마르 베르히만 재단 , 2007)
- 스톡홀름 도시계획 위원회 기록물 / Stockholm City Planning Committee Archives (스톡홀름 시 기록원 , 2011)
- 코덱스 아르겐테우스 – 『은성서(銀聖書)』 / Codex Argenteus – the ‘Silver Bible’ (스웨덴 웁살라 대학 도서관 , 2011)

### 스위스
- 제네바와 뇌샤텔의 장자크 루소 컬렉션 / Jean-Jacques Rousseau, Geneva and Neuchâtel Collections (제네바 도서관 , 2011)
- 몽트뢰 재즈 축제 기록물 / The Montreux Jazz Festival Legacy (몽트뢰 재즈 축제 재단 , 2013)

### 스페인
- 토르데시야스 조약 / Treaty of Tordesillas (스페인 문화부 , 2007)
- 산타페 합의 각서 / Santa Fe Capitulations (아라곤 연합 왕국 기록원 , 2009)
- 1188년 레온 시행령 - 유럽 의회 제도의 가장 오래된 발현 기록 / The Decreta of León of 1188 - The oldest documentary manifestation of the European parliamentary system (오렌스성당 기록원, 스페인 국립도서관, 국립 역사기록원, 세비야 콜롬버스 도서관 , 2013)
- 게이초 시기의 유럽, 일본, 스페인 사절단 관련 기록물 / Materials Related to the Keicho-era Mission to Europe Japan and Spain (센다이 시립 박물관 , 2013)
- 농민 연합 책 (1448) / Llibre del Sindicat Remença (1448) (지로나 시의회 기록원 , 2013)

### 슬로바키아
- 바사직 이슬람 필사본 컬렉션 / Basagic Collection of Islamic Manuscripts from the Holdings of the University Library in Bratislava (브라티슬라바 대학 도서관 , 1997)
- 브라티슬라바 성당참사회 도서관 채식(彩飾) 성가집 / Illuminated Codices from the Library of the Bratislava Chapter House (슬로바키아 국립기록보존소 , 1997)
- 반스카슈티아브니차 마을 사무소에 보관된 광산지도와 주요 갱 도면 / Mining maps and plans of the Main Chamber - Count Office in Banska Štiavnica (반스카슈티아브니차 시청 , 2007)

### 슬로베니아
- 수프라슬 성서수사본 - 3월의 성인축일표 / Codex Suprasliensis – Mineia četia, Mart (러시아 국립도서관 , 2007)

### 아르메니아
- 마슈토츠 고문서 보관소 컬렉션 / The Mashtots Matenadaran Ancient Manuscripts Collection (예레반의 마슈토츠 마테나다란(고문서 보관소) , 1997)
- 최초의 뷰라칸 관측(마카리안의 관측) / First Byurakan Survey (FBS or Markarian survey) (아르메니아 뷰라칸 천체관측소(BAO)
- 작곡가 아람 하차투리안의 악보 및 영화 음악 모음집 / Collection of Note Manuscripts and Film Music of Composer Aram Khachaturian (아람 하차투리안 박물관, 아르메니아 국가기록원 , 2013)

### 아이슬란드
- 아르나마그내안 원고 컬렉션 / Arnamagnæan Manuscript Collection (아이슬란드 대학 , 2009)
- 1703년 아이슬란드 인구조사 / 1703 Census of Iceland (아이슬란드 국가기록원 , 2013)

### 아제르바이잔
- 중세 의약문서들 / Medieval Manuscripts on Medicine and Pharmacy (아제르바이잔 국립과학원 필사본 연구소 , 2005)

### 아일랜드
- 켈스의 서 / Book of Kells (트리니티대학교 , 2011)

### 알바니아
- 베라티누스 성경 1, 2 / Codex Purpureus Beratinus 1 and 2 (알바니아 국립기록보존소 , 2005)

### 에스토니아
- 발틱 웨이 - 자유를 위한 삼 개국을 잇는 인간사슬 / The Baltic Way - Human Chain Linking Three States in Their Drive for Freedom (에스토니아, 라트비아, 리투아니아, 2009)

### 영국
- <솜므 전투> 다큐멘타리 필름 / The Battle of the Somme (영국 전쟁박물관 , 2005)
- 1940년 6월 18일 대국민 호소 / The Appeal of 18 June 1940 (프랑스 국립시청각연구소 및 BBC 음성 자료실 , 2005)
- 헤어포드 마파문디 / Hereford Mappa Mundi (헤어포드 성당 도서관)
- 영국 대헌장 / Magna Carta, issued in 1215 (영국 국가중앙도서관 , 2009)
- 영국령 카리브해 지역의 노예 명부(1817~1834) / Registry of Slaves of the British Caribbean 1817-1834 (바하마, 벨리즈, 도미니카연방, 자메이카, 트리니다드토바고, 세인트키츠네비스, 영국정부, 2009)
- 네덜란드 서인도회사 기록물 / Dutch West India Company (Westindische Compagnie) Archives (네덜란드, 브라질, 가나, 가이아나, 네덜란드령앤틸리스제도, 수리남, 영국, 미국 각국의 기록보관소 , 2011)
- 실버맨 : 파나마 운하의 서인도 제도 노동자 기록물 / The Silver Men : West Indian Labourers at the Panama Canal (파나마 대서양운하 박물관 , 2011)
- 영국도서관의 역사적 민족지학 음향 기록물(1898-1951) / Historic Ethnographic Recordings (1898 – 1951) at the British Library (영국도서관 , 2011)
- 쇼타 루스타벨리의 시, “표범 가죽을 입은 기사” 원고 / Manuscript Collection of Shota Rustaveli's Poem "Knight in the Panther's Skin" (옥스퍼드 대학교 , 2013)
- 아서 버나드 디콘 기록물(1903-27) 원고 90-98 / Arthur Bernard Deacon (1903-27) Collection MS 90-98 (왕실 인류학 기관 , 2013)
- 회원 신청 증명서 (후보자 안내문) / Membership Application Certificates (Candidates Circulars) (건설인 협회 , 2013)

### 오스트리아
- 빈 회의 최종 의정서 / Final Document of the Congress of Vienna (오스트리아 국립 기록보존소 , 1997)
- 약물지 사본 / Vienna Dioscurides (오스트리아 국립도서관 , 1997)
- 녹음 기록 모음집(1899-1950) / The Historical Collections (오스트리아 과학원 녹음기록보존소 , 1999)
- 라이너 대공 ‘파피루스’ / Papyrus Erzherzog Rainer (오스트리아 국립도서관 , 2001)
- 슈베르트 컬렉션 / The Vienna City Library’s Schubert Collection (빈 시립도서관 , 2001)
- 반 데르 헴 지도 / The Atlas Blaeu―Van der Hem of the Austrian National Library (오스트리아 국립도서관 , 2003)
- 고딕 건축양식 도면 / Collection of Gothic Architectural Drawings (빈 예술원 , 2005)
- 브람스 컬렉션 / Brahms Collection (빈 음악애호가협회 , 2005)
- 포이팅거 지도 / Tabula Peutingeriana (오스트리아 국립도서관 , 2007)
- 『마인츠 시편』 / Mainz Psalter at the Austrian National Library (오스트리아국립도서관 , 2011)
- 아르놀트 쇤베르크의 유산 / Arnold Schönberg Estate (아르놀트 쇤베르크 센터 , 2011)
- “황금 황소” - 오스트리아 국립도서관 “벤체슬라우스 왕의 화려한 원고”의 7개 원본 / The “Golden Bull” – All seven originals and the “King Wenceslaus’ luxury manuscript copy” of the Österreichische Nationalbibliothek (오스트리아 국가기록원 , 2013)

### 우즈베키스탄
- 알 비루니 동양학연구소의 중앙아시아에 관한 문헌 자료 / Collection of the Al-Biruni Institute of Oriental Studies (우즈베키스탄 타쉬켄트 소재 학술원 , 1997)
- 오스만의 코란 / Holy Koran Mushaf of Othman (우즈베키스탄 타쉬켄트 이슬람위원회 , 1997)

### 우크라이나
- 유태인 민속 음악 납관 모음 / Collection of Jewish Musical Folklore (우크라이나 국립 베르나드스키 대학 도서관 , 2005)
- 라치빌 문서와 니스비쉬 도서관 컬렉션 / Radzwills’ Archives and Niasvizh (Nieśwież) Library Collection (바르샤바 중앙역사기록보관소, 벨라루스 국가역사기록보관소, 리투아니아 국가역사기록보관소, 우크라이나 중앙 국가역사기록보관소, 러시아학술원 도서관, 모스크바국립대학교 과학도서관, 핀란드 국립도서관 , 2009)

### 이탈리아
- 말라테스타 도서관 / The Malatesta Novello Library (이탈리아 체세나, 2005)
- 코르비누스 도서관 특별자료실 / The Bibliotheca Corviniana Collection (국립 세체니 도서관 , 2005)
- 루카교구의 역사적 기록물 : 중세 초기의 문서 / Lucca’s Historical Diocesan Archives(ASDLU) : Early Middle Ages documents (루카교구 , 2011)
- 이탈리아 영화교육연합 뉴스영화와 사진 / Newsreels and photographs of Istituto Nazionale L.U.C.E. (영화교육연합 기록원 , 2013)

### 조지아
- 조지아의 비잔틴시대 필사본 / Georgian Byzantine manuscripts (조지아 국가기록원 , 2011)
- 쇼타 루스타벨리의 시, “표범 가죽을 입은 기사” 원고 / Manuscript Collection of Shota Rustaveli's Poem "Knight in the Panther's Skin" (옥스퍼드 대학교, 2013)

### 체코
- 러시아, 우크라이나, 벨로루시 이주자에 관한 정기간행물 모음집 / Collection of Russian, Ukrainian and Belorussian émigré periodicals 1918-1945 (체코 국립도서관 , 2007)
- 중세시대 체코 개혁에 관한 필사본 모음집 / Collection of medieval manuscripts of the Czech Reformation (체코 국립도서관 , 2007)
- 526편의 대학 논문 컬렉션 (1637~1754) / Collection of 526 prints of university theses from 1637 to 1754 (체코 국립도서관 , 2011)
- 리브리 프로히비티: 1948-1989 체코와 슬로바키아의 지하 출판물 모음집 / Libri Prohibiti: Collection of Periodicals of Czech and Slovak Samizdat in the Years 1948-1989 (리브리 프로히비티 도서관 , 2013)

### 크로아티아
- 헝가리 지도(Tabula) / Tabula Hungariae (헝가리 국립 세체니 도서관 , 2007)

### 터키
- 보가즈코이 히타이트 설형문자 명판(銘板) / The Hittite Cuneiform Tablets from Bozazköy (이스탄불 고고학박물관 및 앙카라 아나톨리아 문명 박물관 , 2001)
- 칸딜리 천문관측 및 지진연구소 고문서 / Kandilli Observatory and Earthquake Research Institute Manuscripts (Bogazici 대학 칸딜리 관측지진연구소 , 2001)
- 슐레이마니예 도서관 이븐 시나 저작 / The Works of Ibn Sina in the Süleymaniye Manuscript Library (슐레이마니예 고문서 도서관 , 2003)
- 에블리야 첼레비의 토프카프 궁전 박물관과 슐레이마니예 도서관의 “여행의 서(書)” / Evliya Çelebi's "Book of Travels" in the Topkapi Palace Museum Library and the Süleymaniye Manuscript Library (토프카프 궁전 박물관 , 2013)

### 포르투갈
- 페로 바스 데 카미나 서한 / Letter from Pêro Vaz de Caminha (포르투갈 국립문서기록원 , 2005)
- 국가교육위원회 문서 / Treaty of Tordesillas ( , 2007)
- 포르투갈의 발견에 대한 필사본 모음집 / Corpo Cronológico (Collection of Manuscripts on the Portuguese Discoveries) (포르투갈 국립문서기록원 , 2007)
- 1922년 최초의 남대서양 횡단비행 / First flight across the South Atlantic Ocean in 1922 (마리나 역사기록보관소 , 마리나 중앙도서관 , 2011)

### 폴란드
- 니콜라우스 코페르니쿠스의 걸작 ‘천구의 운행에 관한 육서’ / Nicolaus Copernicus’ Masterpiece De Revolutionibus Ilbri Sex (야길로니아 대학 , 1999)
- 바르샤바 게토 기록물(에마누엘 링겔블룸 기록물) / Warsaw Ghetto Archives (Emanuel Ringelblum Archives) (유태인 역사연구소 , 1999)
- 프레데리크 쇼팽 걸작선 / The Masterpieces of Fryderyk Chopin (프레데리크 쇼팽협회 및 폴란드 국립도서관 , 1999)
- 그단스크 파업위원회 21개 요구 사항 / Twenty-One Demands, Gdansk, August 1980. The Birth of the SOLIDARITY Trades Union - a Massive Social Movement (그단스크 소재 폴란드 해양박물관 , 2003)
- 바르샤바 연방 체결 문서 / The Confederation of Warsaw of 28th of January 1573: Religious tolerance guaranteed. (바르샤바 중앙 역사기록원 , 2003)
- 폴란드 국가교육위원회 기록물 / National Education Commission Archives (폴란드 예술 및 과학 아카데미(PAU), 바르샤바 역사기록 중앙기록보관소(AGAD), 야기엘론스키 대학교(Uniwersytet Jagielloński) 기록보관소, 차르토리스키 미술관(Muzeum Książąt Czartoryskich), 차르토리스키 도서관, 2007)
- 수프라슬 성서수사본 - 3월의 성인축일표 / Codex Suprasliensis – Mineia četia, Mart (러시아 국립도서관 , 2007)
- 라치빌 문서와 니스비쉬 도서관 컬렉션 / Radzwills’ Archives and Niasvizh (Nieśwież) Library Collection (바르샤바 중앙역사기록보관소, 벨라루스 국가역사기록보관소, 리투아니아 국가역사기록보관소, 우크라이나 중앙 국가역사기록보관소, 러시아학술원 도서관, 모스크바국립대학교 과학도서관, 핀란드 국립도서관 , 2009)
- 파리 언어문학 연구소 문서 / Archives of the Literary Institute in Paris (1946-2000) (Association Institut Littéraire 'Kultura' (문학협회 큘뛰라(Kultura) , 2009)
- 바르샤바 재건 사무소 기록물 / Archive of Warsaw Reconstruction Office (바르샤바 기록원 , 2011)
- 15세기 중반부터 18세기 말까지 영국과 폴란드 그리고 오스만 제국간의 평화조약(항복문서) / Peace treaties (ahdnames) concluded from the mid-15th century to late-18th century between the Kingdom (or Republic) of Poland and the Ottoman Empire (중앙 역사 기록원 , 2013)
- 19세기 폴란드의 역사적 문학적 기록물/ 파리의 폴란드 도서관/ 아담 미키에비치 박물관 / Collections of the 19th Century of the Polish Historical and Literary Society/ Polish Library in Paris/ Adam Mickiewicz Museum (파리 폴란드 도서관 협회 , 2013)

### 프랑스
- 인간과 시민에 관한 권리 선언(1789-1791) / Declaration of the Rights of Man and the Citizen(1789-1791) (프랑스 국립중앙역사기록원 , 2003)
- 1940년 6월 18일 대국민 호소 / The Appeal of 18 June 1940 (프랑스 국립시청각연구소 및 BBC 음성 자료실 , 2005)
- 뤼미에르 형제 영화 / Lumiere Films (프랑스 국립영상자료원 , 2005)
- 십진 미터법 도입,1790-1837 / Introduction of the Decimal Metric System, 1790-1837 (프랑스 국립중앙역사기록원 , 2005)
- 바이외 벽걸이 융단 / Bayeux Tapestry (프랑스 정복자 윌리엄 센터 , 2007)
- 피에르 드 비에리 (1472) 시대의 시토회 수도원 도서관 / Library of the Cistercian Abbey of Clairvaux at the time of Pierre de Virey (1472) (프랑스 국립도서관 , 2009)
- 베아투스 레나누스 도서관의 장서 / Beatus Rhenanus Library (베아투스 레나누스 도서관 , 2011)

### 핀란드
- 노르덴시엘드 콜렉션 / The A. E. Nordenskiöld Collection (헬싱키대학 도서관 , 1997)
- 라치빌 문서와 니스비쉬 도서관 컬렉션 / Radzwills’ Archives and Niasvizh (Nieśwież) Library Collection ( , 2009)

### 헝가리
- 티허니 칼만의 1926년 '라디오 스코프' 특허 출원 / Kalman Tihanyi’s 1926 Patent Application 'Radioskop' (헝가리 국립기록원 , 2001)
- 코르비누스 도서관 특별자료실 / The Bibliotheca Corviniana Collection (국립 세체니 도서관 , 2005)
- 헝가리 지도(Tabula) / Tabula Hungariae (국립 세체니 도서관 , 2007)
- 야노스 보야이 : 부록 / János Bolyai: Appendix, scientiam spatii absolute veram exhibens. Maros-Vásárhelyini, 1832 (헝가리 과학도서관 , 2009)
- 헝가리 과학원 도서관의 코스마 기록 / Csoma Archive of the Library of the Hungarian Academy of Sciences (헝가리 과학도서관 , 2009)
- 제멜바이즈의 발견 / Semmelweis' discovery (제멜바이즈 박물관 , 2013)

## 같이 보기
- 아시아와 오세아니아의 세계기록유산
- 아프리카의 세계기록유산
- 아메리카의 세계기록유산
- 국제 기구의 세계기록유산

- 세계유산
- 세계기록유산
- 세계무형유산
- 세계유산 잠정목록